# Esthemopsis alicia
Esthemopsis alicia is een vlindersoort uit de familie van de prachtvlinders (Riodinidae), onderfamilie Riodininae.
Esthemopsis alicia werd in 1865 beschreven door H. Bates.